# Bajhketeria
Bajhketeria (nep. बाँझकटेरी) – gaun wikas samiti w zachodniej części Nepalu w strefie Lumbini w dystrykcie Gulmi. Według nepalskiego spisu powszechnego z 2001 roku liczył on 657 gospodarstw domowych i 3439 mieszkańców (1789 kobiet i 1650 mężczyzn).